# Tábita Hünemeier
A Pesquisadora Brasileira Tábita Hünemeier atua na área de genética de populações humanas. Seu trabalho abrange desde a história genômica de sociedades costeiras da América do Sul até a identificação de determinantes genéticos relacionados à COVID-19 no Brasil, destacando a importância da diversidade genética e da pesquisa em comunidades indígenas.
Graduou-se em Ciências Biológicas em 2003, obteve seu título de Mestre em Genética e Biologia Molecular em 2006 e defendeu sua Tese de doutorado, também em Genética e Biologia Molecular em 2010, sendo toda a sua formação na Universidade Federal do Rio Grande do Sul (UFRGS). Em 2011, concluiu um pós-doutorado na UFRGS e no The Leverhulme Trust, no Reino Unido. Atualmente, é docente na Universidade de São Paulo (USP) e tem experiência no campo da Genética, com ênfase em Genética de Populações Humanas.

## Reconhecimentos
No ano de 2015, recebeu o Prêmio L'Oréal-UNESCO-ABC para Mulheres na Ciência, uma iniciativa conjunta da UNESCO com a Academia Brasileira de Ciências.

## Publicações
- Biogeographic Perspectives on Human Genetic Diversification.[8]
- Genomic history of coastal societies from eastern South America.[2]
- Ratreando los cambios evolutivos en América pre y pos-contacto usando series temporales.[9]
- Human genetic determinants of COVID-19 in Brazil: challenges and future plans.[3]
- Indigenous people from Amazon show genetic signatures of pathogen-driven selection.[4]
- A multidisciplinary overview on the Tupi-speaking people expansion.[10]
- Precision medicine implementation challenges for APOL1 testing in chronic kidney disease in admixed populations.[11]